# Angelica (ime)
Angelica je žensko ime.

## Osobe s imenom Angelica
- Angelica Kauffmann (1741. – 1807.), slikarica
- Angélica Rivera (rođena 1969.), meksička glumica

## Izmišljeni likovi
- Angelica (Pirati s Kariba), kćer Crnobrada i prava ljubav Jacka Sparrowa